# USS Collett (DD-730)
USS Collett (DD-730) là một tàu khu trục lớp Allen M. Sumner được Hải quân Hoa Kỳ chế tạo trong Chiến tranh Thế giới thứ hai. Nó là chiếc tàu chiến duy nhất của Hải quân Mỹ được đặt theo tên Thiếu tá Hải quân John A. Collett (1908–1942), chỉ huy liên đội máy bay ném bom-ngư lôi VT-10, tử trận trong Trận chiến quần đảo Santa Cruz vào tháng 10 năm 1942. Nó đã hoạt động cho đến hết Thế Chiến II, và tiếp tục phục vụ sau đó trong Chiến tranh Triều Tiên và Chiến tranh Việt Nam cho đến khi xuất biên chế năm 1970. Con tàu được chuyển cho Argentina năm 1974, và hoạt động như là chiếc ARA Piedrabuena (D-29) cho đến khi ngừng hoạt động năm 1985 và bị đánh chìm như mục tiêu năm 1988. Collett được tặng thưởng sáu Ngôi sao Chiến trận do thành tích phục vụ trong Thế Chiến II, danh hiệu Đơn vị Tưởng thưởng Hải quân và sáu Ngôi sao Chiến trận trong Chiến tranh Triều Tiên, và thêm hai Ngôi sao Chiến trận khác trong Chiến tranh Việt Nam.

## Thiết kế và chế tạo
Collett được đặt lườn tại xưởng tàu của hãng Bath Iron Works Corp. ở Bath, Maine vào ngày 11 tháng 10 năm 1943. Nó được hạ thủy vào ngày 5 tháng 3 năm 1944; được đỡ đầu bởi bà C. C. Baughman thay mặt cho bà J. D. Collett, và nhập biên chế tại Xưởng hải quân Boston vào ngày 16 tháng 5 năm 1944 dưới quyền chỉ huy của Trung tá Hải quân James D. Collett, anh trai Thiếu tá John A. Collett.

## Lịch sử hoạt động

### 1944
Được điều động sang Hạm đội Thái Bình Dương, Collett đi đến Trân Châu Cảng vào ngày 16 tháng 10 năm 1944, rồi tiếp tục đi đến Ulithi vào ngày 3 tháng 11, gia nhập Lực lượng Đặc nhiệm 38 trực thuộc Đệ Tam hạm đội tại đây. Từ căn cứ này, nó hộ tống bảo vệ cho các tàu sân bay nhanh cho đến hết cuộc chiến, mở đầu bằng các cuộc không kích xuống Luzon, Phillipines và Đài Loan nhằm hỗ trợ cho cuộc đổ bộ lên đảo Leyte, và dọn đường cho cuộc đổ bộ lên vịnh Lingayen, kéo dài từ tháng 11 năm 1944 đến tháng 1 năm 1945.
Vào ngày 14 tháng 11, đang khi canh phòng cho các tàu sân bay thuộc Lực lượng Đặc nhiệm 38, Collett bị bốn máy bay ném bom Mitsubishi G4M "Betty" tấn công. Con tàu được ghi công đã bắn rơi hai máy bay đối phương và né tránh được hai quả ngư lôi nhắm vào nó.

### 1945
Vào tháng 1, 1945, Collett lại hộ tống cho các tàu sân bay nhanh cho một chiến dịch càn quét trải rộng từ Sài Gòn và vịnh Cam Ranh tại Đông Dương thuộc Pháp, đến đảo Hải Nam, Hong Kong, Đài Loan và dọc bờ biển phía Nam Trung Quốc. Rồi vào các ngày 16 và 17 tháng 2, Lực lượng Đặc nhiệm 58 tiếp cận bờ biển chính quốc Nhật Bản để không kích xuống khu vực phụ cận Tokyo trên đảo Honshū, lần đầu tiên ném bom xuống chính quốc Nhật Bản kể từ cuộc Không kích Doolittle huyền thoại vào năm 1942.
Sau đó các tàu sân bay quay xuống phía Nam trực tiếp hỗ trợ cho cuộc đổ bộ lên Iwo Jima từ ngày 20 đến ngày 22 tháng 2. Collett đã hộ tống cho các tàu sân bay quay trở lại chính quốc Nhật Bản vào ngày 25 tháng 2, không kích xuống các mục tiêu quân sự tại Honshū, rồi bắn phá Okino Tori-shima vào ngày 2 tháng 3 trước khi quay trở lại không kích xuống Kyūshū và phía Nam đảo Honshū từ ngày 18 đến ngày 20 tháng 3. Từ ngày 23 tháng 3 đến ngày 24 tháng 4, lực lượng tập trung không kích xuống Okinawa, nơi các đơn vị Lục quân đổ bộ để chiếm hòn đảo này vào ngày 1 tháng 4. Vào ngày 18 tháng 4, nó phối hợp cùng bốn tàu khu trục khác và máy bay từ tàu sân bay trong việc đánh chìm tàu ngầm Nhật Bản I-56 ở tọa độ 26°42′B 130°38′Đ / 26,7°B 130,633°Đ.
Sau khi nghỉ ngơi và tiếp liệu tại Ulithi, Collett gia nhập trở lại Lực lượng Đặc nhiệm 58 vào ngày 11 tháng 5 cho những đợt không kích cuối cùng hỗ trợ cho cuộc chiến tại Okinawa; rồi sau đó từ ngày 10 tháng 7 đến ngày 15 tháng 8 là những cuộc không kích cuối cùng xuống các mục tiêu trên các đảo chính quốc Nhật Bản, cùng những lượt bắn phá dọc bờ biển. Nó cùng với hải đội càn quét qua khu vực Sagami Nada vào các ngày 22 và 23 tháng 7, trợ giúp vào việc đánh chìm nhiều tàu buôn đối phương. Sau khi Nhật Bản đầu hàng vào ngày 15 tháng 8, con tàu tiếp tục hoạt động tuần tra ngoài khơi bờ biển Nhật Bản, và bảo vệ cho các tàu sân bay khi chúng hỗ trợ trên không cho việc đổ bộ lực lượng chiếm đóng. Chiếc tàu khu trục tiến vào vịnh Tokyo vào ngày 14 tháng 9, rồi lên đường bốn ngày sau đó, quay trở về vùng bờ Tây Hoa Kỳ để được đại tu.

### Chiến tranh Triều Tiên
Sau Thế Chiến II, Collett tiếp tục phục vụ cùng Hạm đội Thái Bình Dương, luân phiên các hoạt động tại chỗ và huấn luyện dọc theo vùng bờ Tây với những lượt biệt phái sang khu vực Tây Thái Bình Dương; lượt đầu tiên diễn ra vào năm 1946-1947. Nó đang có mặt tại Viễn Đông khi cuộc Chiến tranh Triều Tiên nổ ra vào tháng 6, 1950, và sau khi tuần tra ngoài khơi Pusan từ căn cứ Sasebo, Nhật Bản, nó hộ tống các tàu vận tải chuyển hàng viện trợ quân sự cho Nam Triều Tiên.
Collett đã đi đến cảng Inchon vào ngày 13 tháng 9, bắn phá nhằm chuẩn bị cho cuộc đổ bộ nhằm chiếm cảng này. Nó chịu đựng hỏa lực bắn trả của pháo bờ biển đối phương, bị trúng bốn phát đạn pháo và bị thương năm người. Chiếc tàu khu trục quay trở lại ngoài khơi Incheon cùng lực lượng tấn công vào ngày 15 tháng 9, bắn hải pháo hỗ trợ cho cuộc đổ bộ đồng thời bảo vệ cho bãi đổ bộ từ phía biển. Thành tích phục vụ của con tàu trong trận Incheon được ghi nhận bởi danh hiệu Đơn vị Tưởng thưởng Hải quân. Sau khi tham gia cuộc đổ bộ lên Wonsan vào ngày 26 tháng 10, nó lên đường quay trở về Hoa Kỳ, về đến San Diego, California vào ngày 18 tháng 11.

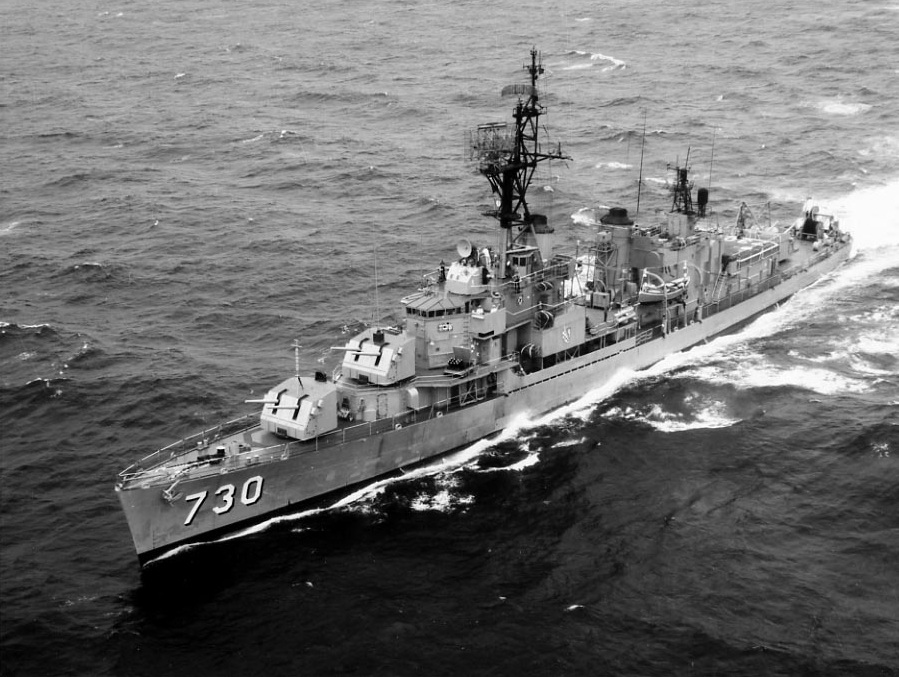
Collett trên đường đi, tháng 7, 1966.

Trong lượt phục vụ thứ hai trong Chiến tranh Triều Tiên, kéo dài từ ngày 18 tháng 6, 1951 đến ngày 17 tháng 2, 1952, Collett phục vụ hộ tống cho Lực lượng Đặc nhiệm 77 khi các tàu sân bay không kích dọc theo bờ biển phía Đông bán đảo Triều Tiên. Nó cũng tham gia huấn luyện cùng đội tìm-diệt chống tàu ngầm ngoài khơi Okinawa, tuần tra tại eo biển Đài Loan và bắn phá các mục tiêu đối phương dọc theo bờ biển Triều Tiên. Nó cũng đảm trách những nhiệm vụ tương tự, ngoại trừ vai trò bắn phá bờ biển, trong lượt phục vụ thứ ba từ ngày 29 tháng 8, 1952 đến ngày 9 tháng 4, 1953.
Sau khi đạt được thỏa thuận đình chiến để kết thúc Chiến tranh Triều Tiên, Collett tiếp tục phục vụ tại Viễn Đông từ năm 1953 đến năm 1959. Sang đầu năm 1960, nó được nâng cấp cảm biến và vũ khí chống tàu ngầm trong khuôn khổ Chương trình Hồi sinh và Hiện đại hóa Hạm đội FRAM II: (Fleet Rehabilitation and Modernization), kéo dài cho đến tháng 7. Vào ngày 19 tháng 7, nó mắc tai nạn va chạm với tàu khu trục Ammen (DD-527) ngoài khơi Newport Beach, California, làm thiệt mạng 11 người và bị thương 20 người khác trong số thành viên thủy thủ đoàn của Ammen. Tàu USCGC Heather WLB-331 thuộc lực lượng Tuần duyên Hoa Kỳ đã đi đến trợ giúp. Cho dù mũi tàu bị hư hại nặng, Collett quay trở về cảng bằng chính động lực của mình. Nó đi vào Xưởng hải quân Long Beach để sửa chữa, được thay thế phần hư hỏng bằng mũi của chiếc Seaman (DD-791), một tàu khu trục chưa hoàn tất đang thuộc Hạm đội Dự bị Thái Bình Dương. Nó rời xưởng tàu vào ngày 5 tháng 11, tiếp tục hoạt động dọc theo vùng bờ Tây.

### Chiến tranh Việt Nam
Sau khi được sửa chữa vào năm 1961, Collett chuyển cảng nhà đến Yokosuka, Nhật Bản và phục vụ trong giai đoạn 1962-1964 cùng Đệ thất Hạm đội, bao gồm các cuộc tập trận hạm đội và tuần tra tại eo biển Đài Loan và vịnh Bắc Bộ. Vào mùa Thu năm 1964, nó đi vào Xưởng hải quân Yokosuka để được bổ sung một bộ sonar thay đổi độ sâu (VDS: Variable Depth Sonar). Con tàu quay trở về Long Beach ngang qua Australia, nhưng rồi quay trở lại phục vụ cùng Đệ thất Hạm đội từ đến tháng 5 đến tháng 8, 1965 bao gồm những hoạt động bắn phá bờ biển tại khu vực đồng bằng sông Cửu Long vào ngày 19 tháng 8, 1965.
Trong giai đoạn 1966-1968, Collett tiếp tục đặt cảng nhà tại Yokosuka và thực hiện một loạt các nhiệm vụ tại vịnh Bắc Bộ, bao gồm canh phòng máy bay cho tàu sân bay, tìm kiếm và giải cứu, hỗ trợ hải pháo, và càn quét tàu bè đối phương vận chuyển vũ khí trong khuôn khổ Chiến dịch Sea Dragon. Nó đã chịu đựng hỏa lực pháo bờ biển đối phương ngoài khơi Bắc Việt Nam trong năm dịp khác nhau, và đã từng phối hợp hoạt động chung cùng các tàu chiến HMAS Perth (D 38) và HMAS Hobart (D 39) của Hải quân Hoàng gia Australia.
Vào tháng 9, 1969, Collett khởi hành cho một lượt hoạt động kéo dài sáu tháng cùng Đệ thất Hạm đội, và đã phục vụ tại Trạm Yankee từ ngày 27 tháng 10 đến ngày 14 tháng 11, tiếp nối bởi một lượt phục vụ thứ hai từ ngày 21 tháng 12, 1969 đến ngày 20 tháng 1, 1970. Trong lượt phục vụ thứ ba tại Trạm Yankee vào tháng 2, 1970, xuồng săn cá voi của nó đã cứu vớt 7 người sống sót từ một máy bay trực thăng hải quân bị rơi trên biển; và vào cuối tháng 2, nó tham gia một đợt bắn hải pháo kéo dài bốn ngày hỗ trợ cho chiến dịch trên bộ. Con tàu đi đến vịnh Subic, Philippines vào ngày 27 tháng 2 trong hành trình quay trở về Hoa Kỳ.
Collett được cho xuất biên chế vào ngày 18 tháng 12, 1970. Tên nó được cho rút khỏi danh sách Đăng bạ Hải quân vào ngày 1 tháng 2, 1974.

### ARAPiedrabuena(D-29)

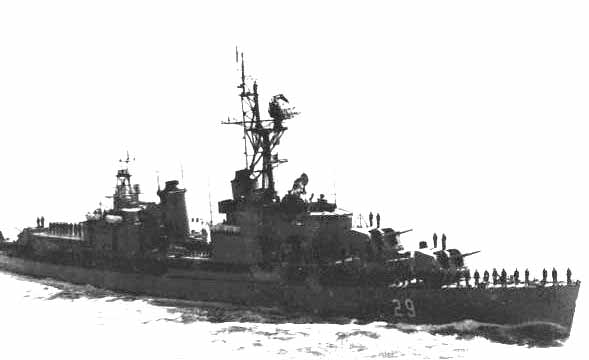
ARA Piedrabuena (D-29)

Vào năm 1974, Argentina đã mua lại các tàu khu trục Collett và Mansfield (DD-728) để làm nguồn phụ tùng choh các tàu khu trục đang hoạt động, và nó được kéo từ San Diego đến Puerto Belgrano. Tuy nhiên, Collett được thấy ở trong tình trạng vật chất còn khá tốt, nên được cho tái hoạt động. Nó nhập biên chế vào ngày 17 tháng 5, 1977 như là chiếc ARA Piedrabuena (D-29), là chiếc tàu chiến thứ tư của Hải quân Argentina mang cái tên này.
Trong cuộc Chiến tranh Falklands vào ngày 2 tháng 5, 1982, Piedrabuena đang tháp tùng cho ARA General Belgrano (nguyên là tàu tuần dương hạng nhẹ Phoenix (CL-46)) khi chiếc tàu tuần dương bị tàu ngầm tấn công Hải quân Anh Conqueror (S48) đánh chìm.
Piedrabuena được cho xuất biên chế vào ngày 18 tháng 2, 1985. Đến ngày tháng 11, 1988, con tàu được sử dụng như một mục tiêu trong một cuộc tập trận hải quân, và bị đánh chìm bởi tên lửa đối hạm Exocet phóng từ tàu corvette ARA Espora (P-41).

## Phần thưởng
Collett được tặng thưởng sáu Ngôi sao Chiến trận do thành tích phục vụ trong Thế Chiến II, danh hiệu Đơn vị Tưởng thưởng Hải quân và sáu Ngôi sao Chiến trận trong Chiến tranh Triều Tiên, và thêm hai Ngôi sao Chiến trận khác trong Chiến tranh Việt Nam.